# چینتو جی
چینتو جی (به هندی: Chintu Ji) فیلمی محصول سال ۲۰۰۹ و به کارگردانی رانجیت کاپور است. در این فیلم بازیگرانی همچون ریشی کاپور، کولراج رانداوا، پریانشو چاترجی، سراب شوکلا، سوفی چوداری و پانکاج تریپاتی ایفای نقش کرده‌اند.